# Operatie Kryptonite
Operatie Kryptonite is de naam van een gezamenlijke operatie van het Verenigd Koninkrijk, Nederland en Islamitische Republiek Afghanistan as deel van de ISAF en NAVO. De operatie werd uitgevoerd als deel van Operatie Achilles. Het doel van de operatie was het zuiveren van het gebied rond de Kajakai-Dam die door talibanstrijders bezet werd zodat deze belangrijke energiebron kon worden heropend. 
Coalitietroepen begonnen hun aanval tijdens het weekend van 10-11 februari. Er werden weinig luchtaanvallen verricht voor de aanval om schade aan infrastructuur rond de dam te voorkomen. Vernietiging van de dam zou ernstige gevolgen hebben voor beide strijdende partijen en het Afghaanse volk. ISAF-troepen werden onder vuur genomen met vuurwapens, raketwerpers en explosieven tijdens hun opmars naar de dam. Aan het einde van de gevechten lukte het de kleinere troepenmacht van de coalitie om de Taliban uit de omgeving te laten vluchten. Vroeg op maandagochtend voor zonsopkomst voerden geallieerde troepen een bombardement uit op Talibanstrijders waarbij de Taliban-commandant Moellah Abdul Manan Omari gedood werd. Dit leidde tot het uiteenvallen en terugtrekken van Talibanstrijders. 

## Nasleep
Hoewel de Taliban nooit het doel had om de dam te vernietigen vernietigden de strijders alsnog een groot deel van de complexe mechanische componenten van de dam tijdens hun terugtrekking. Het innemen en repareren van de dam was een belangrijk doel van coalitietroepen. Door de toevoer van elektriciteit in de regio te herstellen zou er steun bij de bevolking voor de ISAF troepen gewonnen kunnen worden, ook zouden er banen gecreëerd worden in de energiesector. 
De NAVO verklaarde dat het geen slachtoffers heeft geleden tijdens de gevechten, en dat het aantal doden en gewonden dat is aangericht bij de vijand onbekend was. Ze zeiden wel tien mogelijke militanten gevangen genomen te hebben tijdens en na de gevechten. NAVO zei ook dat er geen burgerslachtoffers waren gevallen ondanks beweringen dat de Taliban deze als menselijk schild zou hebben gebruikt. Lokale leiders ontkenden deze beweringen. 